# Запис храст код дома (Баћевац)
Запис храст код дома (Баћевац) се налази на парцели чији је власник Република Србија.

## Локација
| Општина             | Барајево                                                         |
| Катастарска општина | Баћевац                                                          |
| Потес               | Миленије Ивановић                                                |
| Координате          | 44° 35′ 51″ С; 20° 22′ 16″ И / 44.5976° С; 20.370999999999999° И |
| Надморска висина    | 228m                                                             |

## Карактеристике
Дендрометријске вредности утврђене на терену и сателитским снимцима:
| Стабло                     | Храст |
| Висина стабла              | m     |
| Обим дебла                 | m     |
| Пречник крошње             | 14m   |
| Пречник дебла              | m     |
| Висина дебла до прве гране | m     |

## База записа
Запис је у оквиру Викимедија пројекта "Запис - Свето дрво" заведен под редним бројем 0987.